# 1848 în literatură
Anul 1848 în literatură a implicat o serie de evenimente și cărți noi semnificative.  